# Last Blast of the Century
Last Blast of the Century is een livealbum van Golden Earring uit december 1999.
Voor aanvang van zijn sabbatical year in 2000 gaf Golden Earring een serie extra lange concerten in onder andere Tilburg en Leiden. Veel minder bekende liedjes werden hier ten gehore gebracht en gastmuzikanten annex leden van vroeger luisterden de optredens op. Zo waren Robert Jan Stips en Bertus Borgers (en zijn blazersensemble) van de partij. Eelco Gelling liet verstek gaan. Uit deze concerten werd een dubbele live-cd gedestilleerd: Last Blast of the Century (het eerste elektronische livedocument sinds Something Heavy Going Down uit 1984). Ook werden een gelijknamige video en dvd uitgebracht.

## Nummers cd 1
1. Just Like Vince Taylor (4.01)
2. Heartbeat (3.35)
3. Another 45 Miles (3.30)
4. Long Blond Animal (4.57)
5. Liquid Soul (5.11)
6. The Fighter (7.41)
7. Hold Me Now (3.57)
8. Gamblers Blues (4.32)
9. Twilight Zone (12.38)
10. Evil Love Chain (5.02)
11. Take My Hand, Close My Eyes (5.46)
12. One Night Without You (4.19)
13. Paradise in Distress (5.44)

Totale duur: 70.50.

## Nummers cd 2
1. In a Bad Mood (6.00)
2. Making Love to Yourself (5.07)
3. Whisper in a Crowd (4.02)
4. Going to the Run (4.06)
5. Distant Love (6.18)
6. She Flies on Strange Wings (7.17)
7. Burning Stuntman (6.16)
8. The Devil Made Me Do It (5.28)
9. Johnny Make Believe (4.51)
10. When the Lady Smiles (7.26)
11. Legalize Telepathy (4.20)
12. Radar Love (9.52)
13. I Can't Sleep Without You (2.02)
14. Last Blast of the Century (4.43) - 'hidden song'

Totale duur: 77.51.

## Hitnotering
| Last Blast of the Century in de Nederlandse Album Top 100 binnen: 15 januari 2000 | Last Blast of the Century in de Nederlandse Album Top 100 binnen: 15 januari 2000 | Last Blast of the Century in de Nederlandse Album Top 100 binnen: 15 januari 2000 | Last Blast of the Century in de Nederlandse Album Top 100 binnen: 15 januari 2000 | Last Blast of the Century in de Nederlandse Album Top 100 binnen: 15 januari 2000 | Last Blast of the Century in de Nederlandse Album Top 100 binnen: 15 januari 2000 | Last Blast of the Century in de Nederlandse Album Top 100 binnen: 15 januari 2000 | Last Blast of the Century in de Nederlandse Album Top 100 binnen: 15 januari 2000 | Last Blast of the Century in de Nederlandse Album Top 100 binnen: 15 januari 2000 | Last Blast of the Century in de Nederlandse Album Top 100 binnen: 15 januari 2000 | Last Blast of the Century in de Nederlandse Album Top 100 binnen: 15 januari 2000 | Last Blast of the Century in de Nederlandse Album Top 100 binnen: 15 januari 2000 | Last Blast of the Century in de Nederlandse Album Top 100 binnen: 15 januari 2000 | Last Blast of the Century in de Nederlandse Album Top 100 binnen: 15 januari 2000 | Last Blast of the Century in de Nederlandse Album Top 100 binnen: 15 januari 2000 | Last Blast of the Century in de Nederlandse Album Top 100 binnen: 15 januari 2000 | Last Blast of the Century in de Nederlandse Album Top 100 binnen: 15 januari 2000 | Last Blast of the Century in de Nederlandse Album Top 100 binnen: 15 januari 2000 |
| Week:                                                                             | 1                                                                                 | 2                                                                                 | 3                                                                                 | 4                                                                                 | 5                                                                                 | 6                                                                                 | 7                                                                                 | 8                                                                                 | 9                                                                                 | 10                                                                                | 11                                                                                | 12                                                                                | 13                                                                                | 14                                                                                | 15                                                                                | 16                                                                                |                                                                                   |
| --------------------------------------------------------------------------------- | --------------------------------------------------------------------------------- | --------------------------------------------------------------------------------- | --------------------------------------------------------------------------------- | --------------------------------------------------------------------------------- | --------------------------------------------------------------------------------- | --------------------------------------------------------------------------------- | --------------------------------------------------------------------------------- | --------------------------------------------------------------------------------- | --------------------------------------------------------------------------------- | --------------------------------------------------------------------------------- | --------------------------------------------------------------------------------- | --------------------------------------------------------------------------------- | --------------------------------------------------------------------------------- | --------------------------------------------------------------------------------- | --------------------------------------------------------------------------------- | --------------------------------------------------------------------------------- | --------------------------------------------------------------------------------- |
| Positie:                                                                          | 14                                                                                | 4                                                                                 | 8                                                                                 | 9                                                                                 | 11                                                                                | 13                                                                                | 18                                                                                | 25                                                                                | 28                                                                                | 44                                                                                | 52                                                                                | 53                                                                                | 72                                                                                | 74                                                                                | 74                                                                                | 95                                                                                | uit                                                                               |

Discografie